# ABC Afterschool Specials
ABC Afterschool Specials è una serie televisiva statunitense in 139 episodi trasmessi per la prima volta nel corso di 25 stagioni dal 1972 al 1997.
È una serie di tipo antologico in cui ogni episodio rappresenta una storia a sé. La serie andò in onda sulla ABC dal 1972 al 1997, programmata di solito nel tardo pomeriggio nei giorni feriali. La maggior parte degli episodi presentano situazioni e storie drammatiche, spesso controverse, indirizzate ad un pubblico di bambini e adolescenti. Alcuni episodi sono in forma animata o vengono presentati come documentari. Gli argomenti includono l'analfabetismo, l'abuso di sostanze stupefacenti e la gravidanza adolescenziale. La serie ha vinto 51 Daytime Emmy Award nel corso dei suoi 25 anni di trasmissione. Nel primo episodio, uno speciale animato intitolato Last of the Curlews, un padre e un figlio vanno a caccia, e dibattono sull'uccisione di un chiurlo eschimese, un animale in pericolo di estinzione.

## Interpreti
La serie vede la partecipazione di numerose star cinematografiche e televisive e attori più o meno noti, molte dei quali interpretarono diversi ruoli in più di un episodio.
- Lance Kerwin (5 episodi, 1974-1976)
- Samaria Graham (5 episodi, 1992-1996)
- Alexa Kenin (5 episodi, 1976-1982)
- Mara Hobel (5 episodi, 1980-1992)
- Betty Beaird (4 episodi, 1975-1982)
- Marion Ross (4 episodi, 1979-1996)
- Ike Eisenmann (4 episodi, 1973-1979)
- Sparky Marcus (4 episodi, 1975-1977)
- Jean De Baer (4 episodi, 1983-1995)
- Oprah Winfrey (4 episodi, 1992-1994)
- Kristy McNichol (3 episodi, 1975-1977)
- Jodie Foster (3 episodi, 1973-1975)
- Kelly Wolf (3 episodi, 1984-1985)
- Alexander Chaplin (3 episodi, 1992)
- Lauri Hendler (3 episodi, 1978-1987)
- Moosie Drier (3 episodi, 1974-1983)
- Rachel Longaker (3 episodi, 1977-1981)
- Jorja Fox (3 episodi, 1992)
- Laura Dean (3 episodi, 1979-1984)
- Marisol Massey (3 episodi, 1992)
- Vicky Dawson (3 episodi, 1973-1982)
- Peter Brandon (3 episodi, 1976-1977)
- Anne Gee Byrd (3 episodi, 1978-1980)
- Corey Parker (3 episodi, 1983-1986)
- Tara Talboy (3 episodi, 1975-1977)
- Laurence Haddon (3 episodi, 1976-1979)
- Jarrod Johnson (3 episodi, 1977-1980)
- Peter Shaw (3 episodi, 1992)
- Jack Manning (3 episodi, 1974-1981)
- Claudio Martínez (3 episodi, 1973-1978)
- Doney Oatman (3 episodi, 1974-1977)
- Michael Link (3 episodi, 1973-1975)
- Carol Worthington (3 episodi, 1976)
- Joel de la Fuente (3 episodi, 1992)
- Cheryl Arutt (3 episodi, 1979-1988)
- Tempestt Bledsoe (3 episodi, 1986-1994)
- Malcolm-Jamal Warner (3 episodi, 1986-1994)
- Reuben Figueroa (2 episodi, 1972-1975)
- Lendon Smith (2 episodi, 1977-1980)
- Melissa Sue Anderson (2 episodi, 1977-1979)
- Trini Alvarado (2 episodi, 1979-1981)
- Karlene Crockett (2 episodi, 1981-1982)
- Tracey Gold (2 episodi, 1983-1990)
- Keith Coogan (2 episodi, 1989-1990)
- Kim Richards (2 episodi, 1973-1977)
- Christian Juttner (2 episodi, 1974-1977)
- Scott Baio (2 episodi, 1980-1981)
- Joan Van Ark (2 episodi, 1974-1994)
- Belinda Balaski (2 episodi, 1974-1986)
- Madge Sinclair (2 episodi, 1978-1984)
- Cynthia Nixon (2 episodi, 1979-1983)
- Danny Aiello (2 episodi, 1980-1982)
- Christine Langner (2 episodi, 1984-1986)
- Don Murray (2 episodi, 1989-1993)
- Robbie Rist (2 episodi, 1973-1979)
- Melendy Britt (2 episodi, 1976)
- Shane Sinutko (2 episodi, 1977-1980)
- Jane Kaczmarek (2 episodi, 1994-1996)
- Carmen Maya (2 episodi, 1972-1975)
- Hal Smith (2 episodi, 1973-1978)
- Lance Guest (2 episodi, 1982-1985)
- Rob Stone (2 episodi, 1986-1988)
- Lisa Vidal (2 episodi, 1987-1991)
- Christopher Daniel Barnes (2 episodi, 1989-1990)
- Ned Wilson (2 episodi, 1973-1976)
- Priscilla Morrill (2 episodi, 1974-1977)
- Eric Scott (2 episodi, 1978-1979)
- Elizabeth Ward (2 episodi, 1981-1983)
- Elizabeth Franz (2 episodi, 1989-1995)
- René Enríquez (2 episodi, 1972-1975)
- Rob Lowe (2 episodi, 1980-1981)
- Bibi Besch (2 episodi, 1981-1988)
- Roxie Roker (2 episodi, 1983-1987)
- Alex Colon (2 episodi, 1972-1975)
- Barbara Andres (2 episodi, 1973-1974)
- Walter Brooke (2 episodi, 1977-1980)
- Anna Maria Horsford (2 episodi, 1981-1984)
- Jennifer Grey (2 episodi, 1984-1985)
- Stephen Keep Mills (2 episodi, 1984-1985)
- Beau Bridges (Father)
- Alan Oppenheimer (2 episodi, 1974-1979)
- Jane Connell (2 episodi, 1974-1976)
- Tierre Turner (2 episodi, 1974-1975)
- Michael Miller (2 episodi, 1975-1979)
- Sharon Spelman (2 episodi, 1980-1986)
- Sally Kemp (2 episodi, 1980-1981)
- Kate Zentall (2 episodi, 1981-1986)
- Mary Elaine Monti (2 episodi, 1984-1987)
- Pam Potillo (2 episodi, 1986-1990)
- Jay W. MacIntosh (2 episodi, 1974-1987)
- Cindy Eilbacher (2 episodi, 1975-1976)
- Alma Beltran (2 episodi, 1978-1986)
- Richard Speight Jr. (1 episodio, 1989)
- Will Smith (1 episodio, 1990)

## Produzione
La serie, ideata da Guy Fraumeni, fu prodotta da American Broadcasting Company e McDonald's Corporation.

### Registi
Tra i registi sono accreditati:
- Larry Elikann in 18 episodi (1973-1980)
- Arthur Allan Seidelman in 5 episodi (1979-1981)
- Robert Fuest in 4 episodi (1979-1981)
- Claude Kerven in 4 episodi (1981-1985)
- Alexander Grasshoff in 4 episodi (1982-1985)
- Eamon Harrington in 4 episodi (1993-1997)
- John Watkin in 4 episodi (1993-1997)
- Robert C. Thompson in 3 episodi (1981-1989)
- John Rubinstein in 3 episodi (1992)
- Clay Eide in 3 episodi (1993-1996)
- Albert Waller in 2 episodi (1972-1975)
- Herbert Klynn in 2 episodi (1973-1974)
- Harry Harris in 2 episodi (1975-1983)
- Richard Bennett in 2 episodi (1977)
- Richard C. Bennett in 2 episodi (1978)
- Robert Lieberman in 2 episodi (1978)
- John Herzfeld in 2 episodi (1980-1981)
- Fern Field in 2 episodi (1983-1987)
- Robert Mandel in 2 episodi (1983)
- Joan Darling in 2 episodi (1984-1987)
- Kevin Hooks in 2 episodi (1986-1987)
- Thomas Schlamme in 2 episodi (1986)
- Joanna Lee in 2 episodi (1987-1989)
- Gilbert Moses in 2 episodi (1988-1991)
- Kristoffer Tabori in 2 episodi (1990-1996)

### Sceneggiatori
Tra gli sceneggiatori sono accreditati:
- Durrell Royce Crays in 10 episodi (1978-1982)
- Jeffrey Kindley in 8 episodi (1979-1985)
- Bruce Harmon in 7 episodi (1982-1990)
- Bob Rodgers in 6 episodi (1974-1976)
- Jeanne Betancourt in 6 episodi (1985-1988)
- Arthur Heinemann in 5 episodi (1977-1984)
- Paul W. Cooper in 5 episodi (1981-1983)
- Betsy Byars in 4 episodi (1974-1982)
- Judy Engles in 4 episodi (1983-1986)
- D.J. MacHale in 4 episodi (1987-1992)

### Musicisti
Tra i compositori sono accreditati:
- Tommy Leonetti in 46 episodi (1977-1991)
- Glenn Paxton in 10 episodi (1975-1981)
- Misha Segal in 5 episodi (1982-1990)
- Hod David Schudson in 4 episodi (1976-1980)
- Joe Weber in 3 episodi (1976-1977)
- Michael Whalen in 3 episodi (1992)
- Hoyt Curtin in 2 episodi (1974-1978)
- Dean Elliott in 2 episodi (1974-1977)
- Michel Legrand in 2 episodi (1976-1978)
- Brad Fiedel in 2 episodi (1979-1981)
- Al Allen in 2 episodi (1981-1982)
- Gil Goldstein in 2 episodi (1984-1987)
- Paul Allen Levi in 2 episodi (1987-1988)

## Distribuzione
La serie fu trasmessa negli Stati Uniti dal 4 ottobre 1972 al 23 gennaio 1997 sulla rete televisiva ABC.

## Episodi
| Stagione                  | Episodi | Prima TV USA |
| ------------------------- | ------- | ------------ |
| Prima stagione            | 6       | 1972–1973    |
| Seconda stagione          | 7       | 1973–1974    |
| Terza stagione            | 7       | 1974–1975    |
| Quarta stagione           | 7       | 1975–1976    |
| Quinta stagione           | 6       | 1976–1977    |
| Sesta stagione            | 7       | 1977–1978    |
| Settima stagione          | 7       | 1978–1979    |
| Ottava stagione           | 7       | 1979–1980    |
| Nona stagione             | 7       | 1980–1981    |
| Decima stagione           | 7       | 1981–1982    |
| Undicesima stagione       | 8       | 1982–1983    |
| Dodicesima stagione       | 7       | 1983–1984    |
| Tredicesima stagione      | 7       | 1984–1985    |
| Quattordicesima stagione  | 7       | 1985–1986    |
| Quindicesima stagione     | 8       | 1986–1987    |
| Sedicesima stagione       | 6       | 1987–1988    |
| Diciassettesima stagione  | 7       | 1988–1989    |
| Diciottesima stagione     | 6       | 1989–1990    |
| Diciannovesima stagione   | 5       | 1990–1991    |
| Ventesima stagione        | 4       | 1991–1992    |
| Ventunesima stagione      | 4       | 1992–1993    |
| Ventiduesima stagione     | 4       | 1993–1994    |
| Ventitreesima stagione    | 5       | 1994–1995    |
| Ventiquattresima stagione | 6       | 1995–1996    |
| Venticinquesima stagione  | 4       | 1996–1997    |